# Jacky's Only Happy When She's Up on the Stage
Jacky's Only Happy When She's Up on the Stage è un singolo del cantautore britannico Morrissey, pubblicato il 17 novembre 2017 come secondo estratto dall'undicesimo album in studio Low in High School.
Il brano è stato pubblicato, dall'etichetta BMG, in versione download digitale e l'8 dicembre successivo anche in versione 7" vinile.

## Descrizione
Scritto assieme al chitarrista Boz Boorer e prodotto da Joe Chiccarelli, il brano è stato registrato in Francia, negli studi La Fabrique di Saint-Rémy-de-Provence, nel febbraio 2014.
La b-side della versione in vinile è una cover del brano You'll Be Gone, originariamente scritta e interpretata da Elvis Presley, nel 1965. La copertina del disco è stata realizzata utilizzando uno scatto fotografo tedesco Miron Zownir del 1983. Il video del singolo è stato diretto da Robert Hales.

## Tracce
- Download digitale

1. Jacky's Only Happy When She's Up on the Stage – 4:19

- 7" vinile

1. Jacky's Only Happy When She's Up on the Stage – 4:19
2. You'll Be Gone (live)